# Happiness (песня Red Velvet)
«Happiness» — (кор. 행복; с англ. — «Счастье») — дебютный цифровой сингл южнокорейской гёрл-руппы Red Velvet. Был выпущен 4 августа 2014 года компанией SM Entertainment.
Песня была написана Ю Ён Чжином, Энн Джудит Вик, Крисом Холстеном при продюсировании Чада Хьюго и Уилла Симмса. Он также стал первым релизом группы в рамках концепции «Red» и их первым выступлением в составе квартета, представив публике четырёх участниц — Айрин, Сыльги, Венди и Джой.
Городской трек в стиле евро-поп, он о том, как вы можете почувствовать себя сильнее и полюбить себя больше, ценя маленькие радости в жизни. После своего выхода сингл получил смешанные отзывы от музыкальных критиков за смешение различных звуков и стилей и не получил особого удовлетворения только от этой одной песни. Песня заняла умеренное место в чартах Южной Кореи, став первой записью группы в пятерке лучших как в цифровом чарте Gaon, так и в мировом цифровом чарте песен Billboard. Сопровождающее музыкальное видео было выпущено 3 августа 2014 года, но новая версия была загружена повторно из-за ссылок на атомные бомбардировки Хиросимы и Нагасаки и теракты 11 сентября. Первое выступление Red Velvet для песни стало выступление на Music Bank, а дальнейшее продвижение было проведено в нескольких южнокорейских музыкальных программах.

## Информация о песни
«Happiness» — это танцевальная поп-песня, написаннаяя Уиллом Симмсом, который также работал с EXO и Girls' Generation и Чадом Хьюго (The Neptunes).
Сингл был выпущен в цифровом виде 4 августа 2014 года. Он был опубликован по всему миру через iTunes, Melon, Genie и другие онлайн-музыкальные порталы. Кроме того, первый дебютное выступление группы был запланирован на 1 августа 2014 года н Music Bank, а затем Show! Music Core и Inkigayo.
Музыкальное видео «Happiness» достигло 2 миллионов просмотров в первые 24 часа, прежде чем он был удален и заменен отредактированной версией. В интервью, которое участницы Red Velvet дали на радио-шоу Kim Chang Ryul’s Old School 6 августа, успех дебюта был заслуженным. "Прошло полтора года с тех пор, как группа состояла из четырёх человек. Мы практиковались шесть месяцев для нашей дебютной песни «Happiness», — объяснили участники группы, согласно Allkpop.

## Коммерческий успех
«Happiness» удалось занять первое место в корейском музыкальном списке Genie. Песня продемонстрировала исключительные результаты для новой группы, оценивая себя в топ-10 Melon, Naver Music и других чартах. Песня дебютировала на третьей позиции в Сингапуре и Тайване, четвёртой в Малайзии, пятой в Таиланде и девятой в Гонконге. Песня также вошла в топ-10 списков синглов iTunes после 5 августа.

## Критика
Жак Петерсен из Popdust назвал трек «смесью разных звуков и стилей».

## Музыкальное видео
Музыкальное видео для «Happiness» было выпущено 3 августа 2014 года, за день до официального цифрового релиза на всех южнокорейских цифровых потоковых платформах. По состоянию на декабрь 2020 года музыкальное видео собрало более 100 миллионов просмотров, став первой группой SM Entertainment, получившей более ста миллионов просмотров дебютного музыкального видео. Таким образом, девятый видеоклип Red Velvet набрал 100 миллионов просмотров.
Вскоре после выхода клипа «Happiness», японские СМИ сообщили, что в нём присутствуют изображения, ссылающиеся на атомные бомбардировки Хиросимы и Нагасаки, а также на теракт 11 сентября. S.M. Entertainment объяснила, что изображения использовались только как источники коллажа, за ними не было никакого намерения.
Представитель добавил, что агентство удалит материал, который вызвал непонимание как можно скорее: «Мы позаботимся о том, чтобы такие вещи не происходили в будущем».
3 августа S.M. Entertainment удалила оригинальный видеоклип «Happiness» и загрузила отредактированную версию без спорных сцен. Оригинальный видеоклип на «Happiness» изначально набрал более 2 миллионов просмотров на YouTube за первые 24 часа, после чего был удален (из-за разногласий по поводу проблемных изображений) и заменен отредактированной версией, которая стала второй по популярности к-поп музыкальное видео по всему миру за август 2014 года.

## Список треков
| №                   | Название            | Текст песни         | Музыка                                           | Аранжировка                                      | Длительность |
| ------------------- | ------------------- | ------------------- | ------------------------------------------------ | ------------------------------------------------ | ------------ |
| 1.                  | «Happiness»         | Ю Ён Чжин           | Уилл Симмс Чад Хьюго Энн Джудит Вик Крис Холстен | Уилл Симмс Чад Хьюго Энн Джудит Вик Крис Холстен |              |
| Общая длительность: | Общая длительность: | Общая длительность: | Общая длительность:                              | Общая длительность:                              | 3:40         |

## Награды и номинации
| Год  | Премия             | Категория | Результат |
| ---- | ------------------ | --------- | --------- |
| 2015 | Golden Disk Awards | Бонсан    | Номинация |

## Чарты
| Чарты (2014)       | Высшая позиция |
| ------------------ | -------------- |
| Южная Корея (Gaon) | 5              |
| США (Billboard)    | 4              |

### Ежемесячный чарт
| Чарт (Август 2014)      | Позиция |
| ----------------------- | ------- |
| Республика Корея (Gaon) | 14      |

## История релиза
| Регион      | Дата                | Формат                     | Лейбл            |
| ----------- | ------------------- | -------------------------- | ---------------- |
| Южная Корея | 4 августа 2014 года | Цифровая загрузка Стриминг | SM Entertainment |
| Мир         | 4 августа 2014 года | Цифровая загрузка Стриминг | SM Entertainment |